# Bortshausen
Bortshausen is een plaats in de Duitse gemeente Marburg, deelstaat Hessen, en telt 277 bewoners (2021). Dit maakt het een van de kleinste wijken van Marburg.

## Geschiedenis
De oudst bekende schriftelijke vermelding van Bortshausen vond plaats onder de naam 'Bureshusum' rond het jaar 1130.
De evangelische koortoren uit de dertien-veertiende eeuw is laat-romaans. De toren werd in 1432 verhoogd met een vakwerkvloer, die bewaard is gebleven. In 1894 liet Wilhelm Spahr de naaf naar het westen verbreden, neogotische ramen plaatsen en de bovenverdieping van de toren bekleden met imitatiehouten planken. De bovenverdieping was gepland in 1998.
Op 31 december 1971 werd tot dan toe een zelfstandige gemeente in het kader van de bestuurlijke hervorming in Hessen in de gemeente Cappel opgenomen. Cappel kwam op 1 juli 1974 op grond van de staatswet naar Marburg, waar Bortshausen zijn eigen wijk vormde. Voor de wijk Bortshausen werd een wijk met een lokale adviesraad en burgemeester opgericht volgens de Hessische gemeentelijke code.

### Territoriale geschiedenis en beheers overzicht
- vóór 1567: Heilige Roomse Rijk , Landgraafschap Hessen , kantoor Marburg , Frauenberg hof (Frauenberg hof bestond uit de volgende locaties: Wittelsberg als plaats van jurisdictie, Beltershausen, Bortshausen en Moischt) [8]
- uit 1567: Heilige Roomse Rijk, Landgraafschap Hessen-Marburg, Bureau Marburg, Hof Frauenberg [9]
- uit 1592: Heilige Roomse Rijk, Landgraafschap Hessen-Marburg, kantoor Kirchhain, Frauenberghof
- 1604-1648: Heilige Roomse Rijk, betwist tussen Landgraafschap Hessen-Darmstadt en Landgraafschap Hessen-Kassel ( Hessische Oorlog )
- vanaf 1648: Heilige Roomse Rijk (tot 1806), Landgraafschap Hessen-Kassel, kantoor Kirchhain, Frauenberghof
- vanaf 1803 is het staatshoofd keurvorst (kiezer van Hessen)
- uit 1806: keurvorstendom Hessen, kantoor Kirchhain, hof Frauenberg [10]
- 1807-1813: Rijnbond, Koninkrijk Westfalen, departement Werra, district Marburg, kanton Ebsdorf
- uit 1815: Duitse Bond, keurvorstendom Hessen, kantoor Kirchhain, Frauenberghof
- uit 1821: Duitse Bond, keurvorstendom Hessen, provincie Opper-Hessen, arrondissement Marburg (scheiding van recht (regionale rechtbank van Marburg) en administratie) [11]
- uit 1848: Duitse Bond, keurvorstendom Hessen, district Marburg
- uit 1851: Duitse Bond, keurvorstendom Hessen, provincie Opper-Hessen, district Marburg
- uit 1866: Noord-Duitse Bond, Koninkrijk Pruisen, Provincie Hessen-Nassau, administratief district Kassel, district Marburg
- uit 1871: Duitse Rijk, Koninkrijk Pruisen, Provincie Hessen-Nassau, District Kassel, District Marburg
- vanaf 1918: Duitse Rijk, Vrijstaat Pruisen, Provincie Hessen-Nassau, Administratief District Kassel, District Marburg
- vanaf 1944: Duitse Rijk, Vrijstaat Pruisen, Provincie Kurhessen, District Marburg
- vanaf 1945: Amerikaanse bezettingszone, Groot-Hessen, district Kassel, district Marburg
- vanaf 1949: Bondsrepubliek Duitsland, deelstaat Hessen, district Kassel, district Marburg
- op 31 december 1971 werd Bortshausen opgenomen in de gemeente Cappel.
- 1974: Bondsrepubliek Duitsland, Land Hessen, Kassel, Marburg-Biedenkopf
- op 1 juli 1974 werd de gemeente Cappel bij Marburg gevoegd. Bortshausen werd een aparte wijk.
- vanaf 1981: Bondsrepubliek Duitsland, deelstaat Hessen, district Gießen, district Marburg-Biedenkopf

### Rechtbanken sinds 1821
Met een edict van 29 juni 1821 werden in Kurhessen bestuur en recht gescheiden. Nu rechterlijke instanties verantwoordelijk waren voor de jurisdictie van eerste aanleg, werd het bestuur overgenomen door districten. In Marburg werd het arrondissement Marburg ingericht voor de administratie en was de rechtbank van eerste aanleg verantwoordelijk voor Bortshausen. In 1850 werd de regionale rechtbank omgedoopt tot Justitie Marburg. De Hoge Raad was het Hoger Gerechtshof in Kassel. De hogere rechtbank van Marburg was ondergeschikt aan de provincie Opper-Hessen. Het was de tweede instantie voor de gerechtelijke kantoren.
Na de annexatie van Kurhessen door Pruisen, werd de regionale rechtbank van Marburg in 1867 de koninklijke Pruisische rechtbank van Marburg. In juni 1867 werd een koninklijk besluit uitgevaardigd dat het rechtssysteem in de gebieden van het voormalige keurvorstendom Hessen reorganiseerde. De vroegere gerechtelijke autoriteiten zouden worden opgeheven en vervangen door lokale rechtbanken in eerste aanleg, rechtbanken in tweede aanleg en een hof van beroep in derde aanleg. Als onderdeel hiervan vond op 1 september 1867 de naamswijziging plaats van het voormalige ministerie van Justitie in de rechtbank van Marburg. De rechtbanken van de hogere instanties waren de rechtbank Marburg en het gerechtshof Kassel.
Zelfs met de inwerkingtreding van de Courts Constitution Act van 1879 bleef de rechtbank op zijn naam staan. In de Bondsrepubliek Duitsland zijn de hogere instanties de regionale rechtbank van Marburg, de hogere regionale rechtbank van Frankfurt am Main en het federale gerechtshof in laatste instantie.

### Werkgelegenheid
• 1747: Beroepsbevolking: 3 linnenwevers, 1 timmerman, 1 smid, 1 wagner(bereider), 1 kleermaker, 1 brandewijnstoker, 1 dagloner.
• 1838: Gezinnen: 13 landbouw, 6 bedrijven, 2 dagloners.
• 1961: Beroepsbevolking: 51 land- en bosbouw, 36 industrie, 12 handel en transport, 8 diensten en overige.

## Bevolkingsstructuur
Volgens de volkstelling van 2011 waren er op 9 mei 2011 228 inwoners van Bortshausen.
Hiervan waren er 6 (2,6%) buitenlanders. Volgens leeftijd waren 33 bewoners jonger dan 18 jaar, 99 tussen 18 en 49, 42 tussen 50 en 64 en 54 bewoners waren ouder. De bewoners leefden in 99 huishoudens.
Hiervan waren 30 eenpersoonshuishoudens, 24 paren zonder kinderen en 33 paren met kinderen, evenals 9 alleenstaande ouders en 6 gedeelde appartementen. In 21 huishoudens woonden alleen senioren en in 63 huishoudens woonden geen senioren.

## Geografische locatie
Bortshausen ligt aan de voet van de Frauenberg. Via de naburige dorpen Ronhausen en Ebsdorf kan het stadscentrum van Marburg in enkele minuten bereikt worden.

## De Kerk van Bortshausen
Bortshausen telt één Evangelische kerk. De kerk komt uit het laatste kwart van de 13e eeuw. De koortoren werd in 1432 verhoogd met een vakwerkvloer, die tot noch toe (2021) bewaard is gebleven.

### Historie
In de late middeleeuwen was Bortshausen ondergeschikt aan het Sendgericht in Ebsdorf in het decanaat Amöneburg, dat was toegewezen aan het aartsdiakenaat St. Stephan in het aartsbisdom Mainz.
In 1432 werd de toren in vakwerkstijl opgetrokken. Met de introductie van de Reformatie veranderde Bortshausen van 1527, vermoedelijk onder Conrad Schneider, predikant in Ebsdorf, in de evangelische belijdenis. De gemeenschap nam het gereformeerde geloof onder landgraaf Moritz in 1609 over, om pas in 1624 terug te keren naar het lutherse geloof met zijn troonsafstand.
In 1894 werd het torentje uitgebreid en gewijzigd. De vakwerkvloer van de toren was een vermomming, het imiteerde het raamwerk. In 1998 werd de bovenverdieping gepland.
Na de fusie van de parochie Ronhausen-Borstshausen op 1 januari 2012 tot één parochie, werd Beltershausen op 1 december 2012 opgericht. De parochie Cappeler met in totaal ongeveer 4480 parochianen wordt door twee parochiebureaus bevoorraad. De gemeenschap behoort tot de parochie Marburg binnen de Evangelische Kerk van Kurhessen-Waldeck.

### Architectuur
Aan de noordelijke rand van het oude stadscentrum is de op het oosten gerichte, ongepleisterde koortorenkerk gebouwd van metselwerk van steengroeven met hoekblokken en neogotische muren van rode zandsteen. De stevig ommuurde kerk staat in het midden van de voormalige begraafplaats, die is omsloten door een muur.
Tegenover de naaf is de ommuurde koortoren uit de romaanse periode op een bijna vierkante plattegrond iets ingetekend. Het wordt verlicht door een neogotisch maaswerkvenster in het oosten. Het heeft twee rijstroken met nonnenhoofden en een driepas in het gewelfde veld. De vakwerkvloer uit 1432 is sinds 1998 volledig voorzien van leisteen en is daardoor niet zichtbaar. De leisteen heeft aan de oostzijde een trapeziumvormige uitsparing in het gebied van de breuksteenmuur. Aan de drie vrijstaande zijden bevinden zich twee rechthoekige klankopeningen voor de klokken. Het raamwerk heeft hoge Andreaskruisen die zich door drie compartimenten uitstrekken. In het bovenste compartiment met neuzen zitten gekrulde hoofdbanden. Een houten buitentrap met metalen leuningen aan de zuidkant leidt naar een houten deur die toegang geeft tot de bovenverdieping. Het tentdak is voorzien van vier kleine dakkapellen met driehoekige puntgevels en wordt bekroond door een torenknop, kruis en weerhaan. Binnen opent een eenvoudige ronde boog met uitstekende gevechtsstenen het koor naar het schip. In de zuidmuur is een vierkante sacramentsnis ingebed. De rankschilderingen op het kruisgewelf in het koor zijn niet origineel, maar doen denken aan de overblijfselen van de gepleisterde gotische schilderingen.
Het schip wordt gedekt door een leien zadeldak, waarop aan weerszijden twee dakkapellen zijn geplaatst, die voorzien zijn van kleine spitse torentjes met een punt. Het wordt aan de lange zijden van licht voorzien door twee dubbelrijige, spitsboogvormige maaswerkvensters met nonnenkoppen. Het is toegankelijk via een spitsboogportaal, waarvan de muren zijn gemaakt van steen met weerhaken. Het timpaan draagt een inscriptie. In de geveldriehoek, die wordt bekroond door een stenen kruis, bevindt zich een rond raam met maaswerk van drie visbellen. Het oude spitsboogportaal in de oostelijke zuidmuur is nu van binnenuit ommuurd, maar de met ijzer beslagen deur is nog steeds bewaard gebleven.

### Orgel
Het orgel werd in 1978 door Orgelbau Böttner (Duits orgelbouw bedrijf) gebouwd als borstweringorgel. Het instrument heeft vijf registers op één manuaal. Het pedaal is bevestigd. De handelingen zijn mechanisch.